# Abeddy Biramahire
Biramahire Abeddy, né le 4 octobre 1998 à Kigali au Rwanda, est un footballeur international rwandais. Il joue au poste d'ailier au Rayon Sports.

## Biographie
Biramahire est né à Kigali, au Rwanda où il commence sa carrière de footballeur en deuxième division, en signant avec le Heroes Football Club. Ses performances lui valent d'être transféré au Bugesera FC, où il a été sélectionné dans l'équipe nationale junior des moins de 20 ans.
Il signe en 2017 au Police FC, où il découvre la première division rwandaise à l'âge de 20 ans. En fin de saison, il est récompensé par le prix du meilleur jeune joueur prometteur pour ses compétences et son dévouement sur le terrain, ce qui lui offre également une reconnaissance et une place dans l'équipe nationale du Rwanda dans l'équipe du Championnat d'Afrique des Nations 2018 au Maroc.
En club, il termine à la deuxième place après avoir manqué de peu le titre de champion . Pendant l'été, il est transféré au Club Sportif Sfaxien.

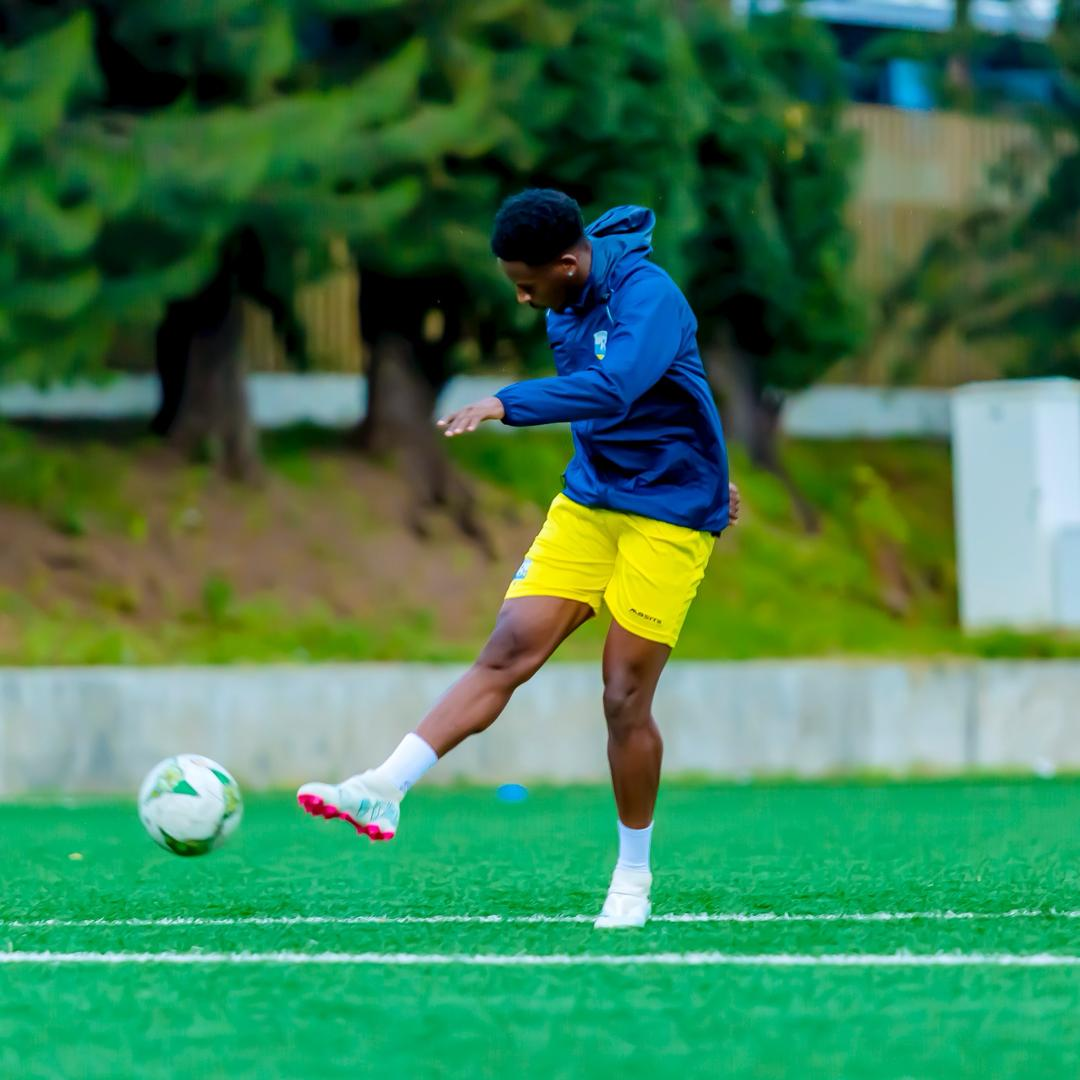

## Statistiques

### Buts internationaux
Les scores et les résultats affichent le nombre de buts du Rwanda en premier.
| Non. | Date            | Lieu                                       | Adversaire | Score | Résultat | Concours                               |
| ---- | --------------- | ------------------------------------------ | ---------- | ----- | -------- | -------------------------------------- |
| 1.   | 5 novembre 2017 | Stade d'Addis-Abeba, Addis-Abeba, Ethiopie | Ethiopie   | 3–2   | 3–2      | Championnat d'Afrique des Nations 2020 |
| 2.   | 9 décembre 2017 | Stade Kenyatta, Machakos, Kenya            | Tanzanie   | 2–1   | 2–1      | Coupe CECAFA 2017                      |